# Mikrocząstki
Mikrocząstki – cząstki materii, do których nie stosują się prawa fizyki klasycznej, a ruchem ich i wzajemnymi oddziaływaniami rządzą prawa teorii kwantów. Do nich należą cząstki o rozmiarach nieprzekraczających rozmiarów atomów tzn. rzędu 10−9 cm i mniejszych. Są to więc głównie cząstki elementarne lub ich zespoły (np. jądra atomowe).